# Material rodante del Metro de la Ciudad de México

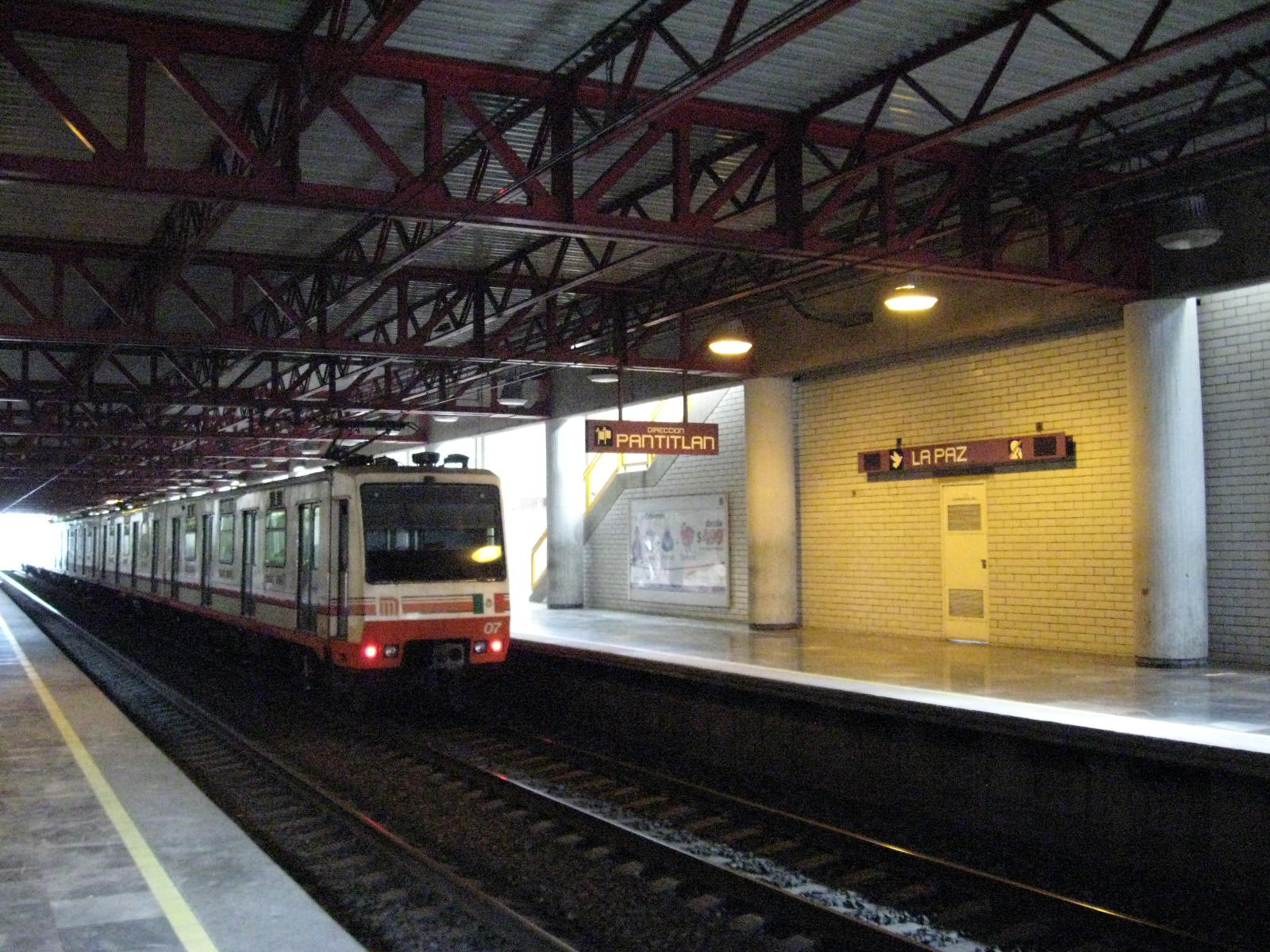
Tren FM-86 en estación La Paz

El material rodante del Metro de la Ciudad de México ha sufrido muchos cambios desde la apertura de su primera línea (Zaragoza - Chapultepec) el 4 de septiembre de 1969. En 2018, trece tipos de materiales que circulan en la red capitalina de rodadura neumática (nombre comienza con « MP », « NC », « NE » y « NM » para Matériel roulant sur Pneumátiques, Neumático Canadiense, Neumático Español o Neumático Mexicano) y cuatro modelos de tren de ruedas de acero (sus nombres comienzan con « FE » y « FM » para Férreo Español o Férreo Mexicano). Desde la creación del Sistema de Transporte Colectivo en 2012, las siguientes cifras se refieren en general a estas cartas el año de diseño del material.

## Historia
Originalmente, el material que circula en la red capitalina se basa en gran medida en el tranvía que reemplaza o competición : cajas de madera cortos, manufactura ligera, utilizan eje. En 1969, este material sería sustituido por trenes MP-68, cuyas características se adaptan a las necesidades del metro de la Ciudad de México con cajas de metal de largo, potente motor y mando a distancia. Falta de fondos, este material será completamente reemplazado en la década de 1990. A principios de la década de 1980, el operador tratará de desarrollar materiales con características más adecuadas a muy altas tensiones del metro de Santiago : el uso pasarela tamaño máximo y maximizar la capacidad de la línea, la capacidad de aceleración a través del desarrollo de la tecnología del neumático original, eje trasero concluyentes para compensar las líneas sinuosas. El año 2006 vio los primeros trenes en que aparecen los NM-02 (línea 2), después de una melodía más de lo esperado. Estos nuevos trenes, equipadas con pasarelas deberían reemplazar gradualmente la flota grande de los NC-82 y NM-83.

## En la actualidad
Pese a que todos los trenes tienen una gran importancia entre todos los usuarios del Sistema de Transporte Colectivo Metro, a lo largo de su historia y como el resultado de los malos manejos de los ingresos del capital, dio un fuerte número de trenes obsoletos que hasta la fecha el propio STC está intentando recuperar sin mucho éxito. Pues en ello solo se ha confirmado que de 28 trenes recuperados y otros "Canibalizados" tan solo hay un parque aproximado de 105 carros que aún no se han podido recuperar y por ello se determinó la compra de los 10 trenes nuevos tipo NM-16 que se puso en servicio el primer tren el 15 de marzo de 2019 ya que para la contraloría ha llegado a la conclusión de que es más económico y eficiente comprar nuevos trenes que reparar un carro obsoleto y con ello entregados al compromiso del aumento a la tarifa mismo que ha podido hacer posible mejorar el servicio, y en ello por supuesto que sí se están viendo cada vez más y mejores resultados.

## Flota actual
El parque actual de la junta se compone de dos tipos principales de los trenes:
Los materiales se denominan de acuerdo con su tipo de rodamiento y el país en el que fueron construidos, en ambos casos se considera la inicial del tipo de material y del país. A esta nomenclatura se le agrega el año a dos dígitos de su diseño o de construcción, ejemplos:
NM-73 = Neumático Mexicano 1973 = NM-73 para los modelos neumáticos.
FM-86 = Férreo Mexicano 1986 = FM-86 para los modelos férreos.
En el caso de los materiales rodantes construidos por la francesa Alstom la nomenclatura es distinta: consta del texto "Material rodante de neumáticos" en francés, considerando únicamente "Material" para obtener la primera letra y "Neumáticos" ("Pneumatiques" en francés) para la segunda, mientras que la regla del año es la misma que en los casos anteriores, ejemplo:
MP-68 = Matériel roulant sur Pneumatiques 1968 = MP-68
| Designación | Construcción    | Líneas | Número de trenes                  | Configuración                                                             | Comentarios |
| ----------- | --------------- | ------ | --------------------------------- | ------------------------------------------------------------------------- | --- |
| MP-68       | 1968-1970       |        | 60                                | M+R+N+N+PR+N+N+R+M                                                        | Los trenes MP-68 que circulaban en Línea 1 fueron rehabilitados por CAF, por lo que su cabina es idéntica a la de los NE-92 y después del Incendio del PCCI del Metro de la Ciudad de México de 2021 |
| NM-73       | 1973-1978       |        | 45                                | M+R+N+N+PR+M M+R+N+N+PR+N+N+R+M                                           | Antes de su rehabilitación circularon por las Líneas 1, 2 y 3.La serie motriz 0195-0196 es el único de serie C el cual fue dado de baja y ahora convertido en el M0550-M0551 |
| NM-79       | 1979-1982       |        | 58                                | M+R+N+N+PR+N+N+R+M                                                        | Los Trenes NM-79 Fueron Rehabilitados con cromática de FE-07 y FE-10 de 2010 a 2020 |
| NC-82       | 1982-1987       |        | 20                                | M+R+N+N+PR+N+N+R+M                                                        | Un tiempo brindaron servicio en Línea 2 y en Línea 5. Cinco trenes están dando servicio en la línea 6, puede ser solo préstamo y temporal. |
| MP-82       | 1982-1985       |        | 25                                | M+R+N+N+PR+N+N+R+M                                                        | |
| NM-83A      | 1983-1986       |        | 30                                | M+R+N+N+PR+N+N+R+M                                                        | |
| NM-83B      | 1987-1989       |        | 25                                | M+R+N+N+PR+N+N+R+M                                                        | Aparentemente ya su asignación será definitiva en la línea 9 |
| NE-92       | 1992-1994       |        | 15                                | M+R+N+N+PR+N+N+R+M                                                        | Inicialmente estaban destinados para la Línea 8, pero debido a que la Línea 1 causaba mucha saturación, decidió asignárseles a esa línea, además de ser una de las más usadas del sistema. |
| NM-02       | 2002-2006       |        | 45                                | M+R+N+N+PR+N+N+R+M                                                        | Los NM-02 inicialmente eran contemplados para renovar la flota de la Línea B pero fueron asignados a Línea 2 debido a los pasillos de interconexión para aumentar capacidad de los usuarios, ya que como se sabe, esta línea es la más usada del sistema. |
| NM-16       | 2016-2018       |        | 10                                | M+R+N+N+PR+N+N+R+M                                                        | |
| NM-22       | 2022-actualidad |        | 29                                | RC+N+N+N+PR+N+N+N+RC                                                      | |
| FM-86       | 1986-1991       |        | 40 (1991-2016) 18 (2016-presente) | Seis coches: FM+FR+FN+FN*FPR+FM Nueve coches: FM+FR+FN+FN+FPR+FN+FN+FR+FM | Existió una única motriz con cromática de FM-95. La cual es la FM-0032 (FNm-1068). Entre 2009 y 2013 se convirtieron tres trenes de seis a nueve carros para satisfacer la demanda. Hoy en día son de nueve carros para evitar la saturación en las horas pico |
| FM-95A      | 1995-1998       |        | 13                                | Seis coches: FM+FR+FN+FN+FPR+FM Nueve coches: FM+FR+F+FN+FPR+FN+FN+FR+FM  | Estos trenes están mayoritariamente fuera de servicio debido a la falta de refacciones. Las motrices FM-0053/FM-0054 y FM-0057/FM-0058 fueron convertidas a nueve carros. |
| FE-07       | 2007-2010       |        | 9                                 | FM+FR+FN+FN+FPR+FN+FN+FR+FM                                               | |
| FE-10       | 2010-2012       |        | 30                                | FR1+FN1+FN2+FN3+FN4+FN5+FR2                                               | Este tren posee una característica de formación distinta exclusivamente de siete coches, además de que la compatibilidad energética es de cinco pantógrafos como en el caso de los trenes formados de nueve carros, pero además su alimentación es a 1.5 kV CC y los coches remolques contienen las cabinas, mientras que el resto hacen la función de motores con pantógrafo. También la dimensión de cada carro es mayor al del resto del parque vehicular. |

 FE = Férreo Español, FM = Férreo Mexicano, MP = Matériel roulant sur Pneumátiques, NC = Neumático Canadiense, NE = Neumático Español, NM = Neumático Mexicano (al año siguiente FE, FM, MP, NC, NE y NM que designa la fecha de inicio del proyecto) ; M = coche motriz con cabina de conductor, N = coche motriz sin cabina de conductor, PR = coche remolque con equipo de pilotaje automático, R = coche remolque

### Material Neumático

#### MP-68

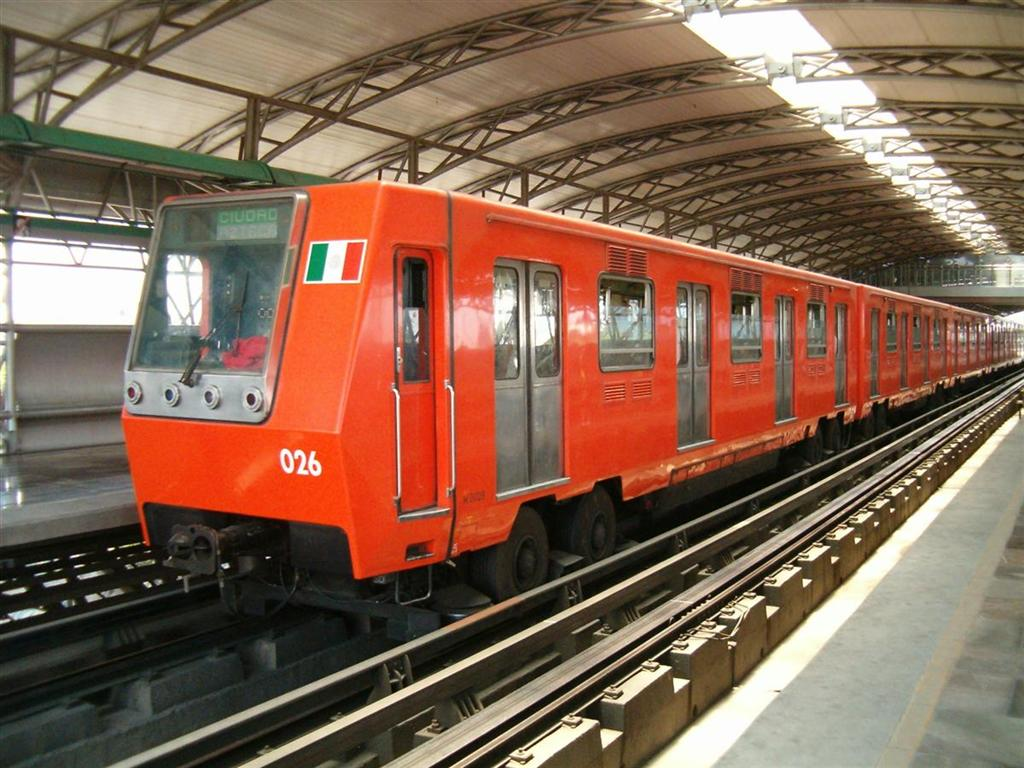
Tren MP-68 circulando en el viaducto sobre la Línea B del Metro de la Ciudad de México

- Flota total : 60 trenes
- Serie Motriz: 0001-0120
- Reformados : 1 tren
- Líneas de asignación :

| Línea | Construcción                      | Número de trenes | Configuración      | Comentarios                                                                           |
| ----- | --------------------------------- | ---------------- | ------------------ | ------------------------------------------------------------------------------------- |
|       | 1968-1970                         | 4                | M+R+N+N+PR+N+N+R+M | Antes de la rehabilitación por CAF circularon por La Línea 7, ya son baja desde 2021. |
|       | 1968-1970 (Reconstruidos en 1993) | 17               | M+R+N+N+PR+N+N+R+M |                                                                                       |
|       | 1968-1970 (Reconstruidos en 1996) | 36               | M+R+N+N+PR+N+N+R+M | Antes de la rehabilitación del segundo lote circularon por la línea 7                 |

#### NM-73
- Flota total : 45 trenes

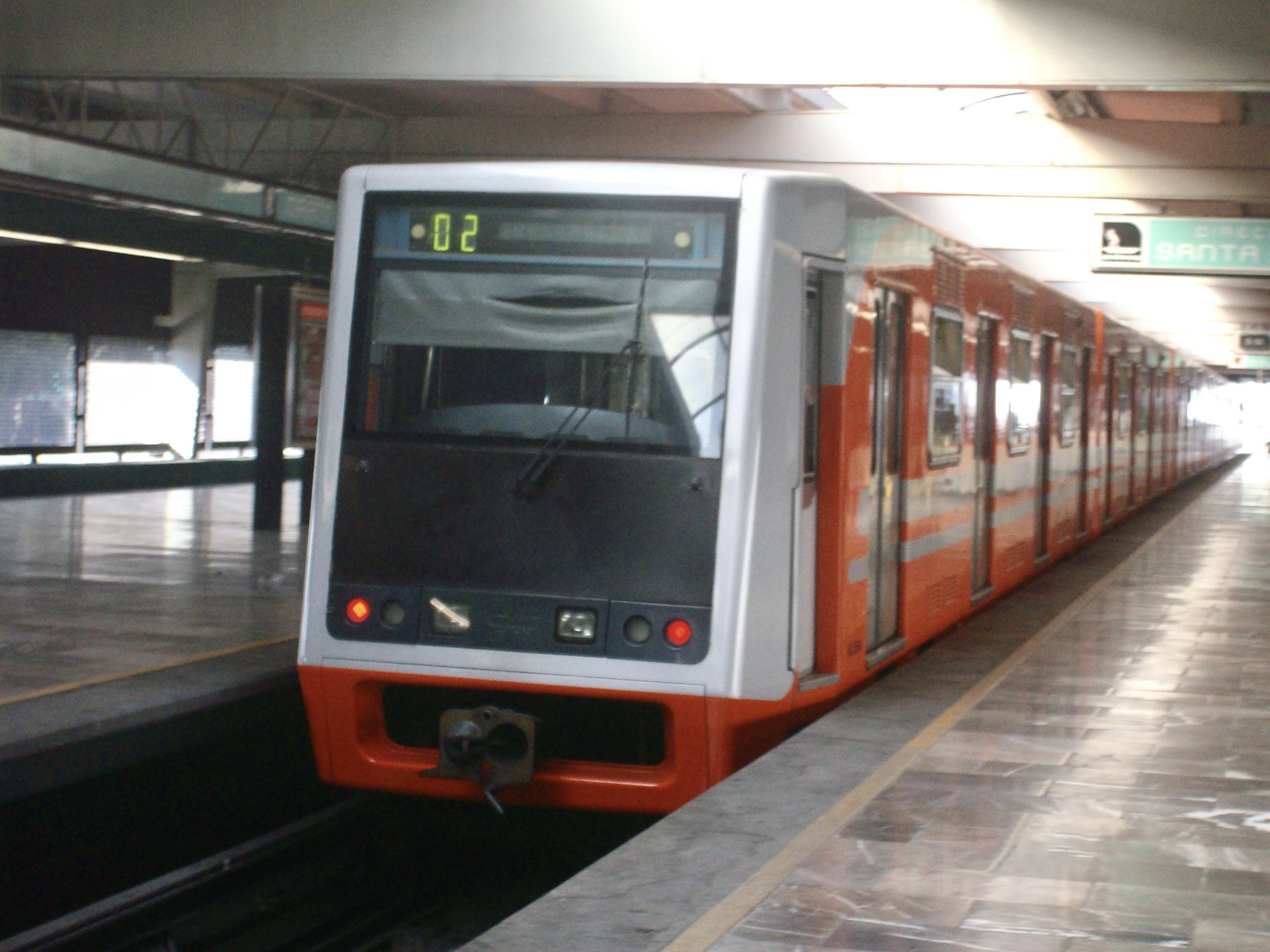
Tren NM-73B rehabilitado por técnicos del STC con cabina de un tren modelo NE-92 en estación Martín Carrera

- Serie Motriz: 0121-0200 (Alstom) y 0552-0581 (Construcciones y Auxiliar de Ferrocarriles)
- Líneas de asignación :

| Línea | Construcción | Número de trenes | Configuración                   | Comentarios |
| ----- | ------------ | ---------------- | ------------------------------- | --- |
|       | 1973-1978    | 13               | M+R+N+N+PR+M                    | Trenes de 9 carros de 1981 a 2004 |
|       | 1973-1978    | 8                | M+R+N+N+PR+N+N+R+M              | Hay un tren híbrido que circula sobre dicha línea el cual es el M0559-M0576 debido al Choque del Metro Oceanía en 2015 lo cual se tuvo que quitar varios carros de ambos trenes los cuales están en los talleres de Ticomán y es conocido como El Frankie |
|       | 1973-1978    | 17               | M+R+N+N+PR+M M+R+N+N+PR+N+N+R+M | El tren 0199-0200 es un tren que ha prestado su servicio desde su inauguración pero por defectos del M0195-0196 fue separado y este modificado a un MP-68R96B el cual esta enganchada la serie motriz 0199 al 004 y el 0200 al 0130                       |
|       | 1973-1978    | 5                | M+R+N+N+PR+N+N+R+M              | |

#### NM-79

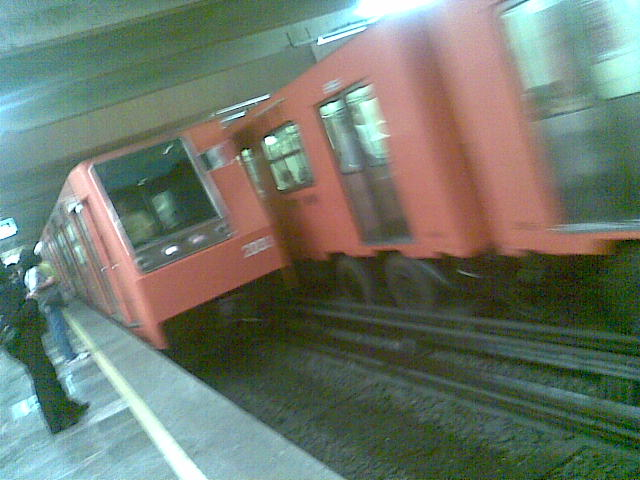
Par de trenes NM-79 en estación Coyoacán

- Flota total : 58 trenes
- Líneas de asignación :

| Línea | Construcción | Número de trenes | Configuración      | Comentarios |
| ----- | ------------ | ---------------- | ------------------ | ----------- |
|       | 1979-1982    | 30               | M+R+N+N+PR+N+N+R+M |             |
|       | 1979-1982    | 1                | M+R+N+N+PR+N+N+R+M |             |
|       | 1979-1982    | 15               | M+R+N+N+PR+N+N+R+M |             |
|       | 1979-1982    | 5                | M+R+N+N+PR+N+N+R+M |             |
|       | 1979-1982    | 8                | M+R+N+N+PR+N+N+R+M |             |

#### NC-82

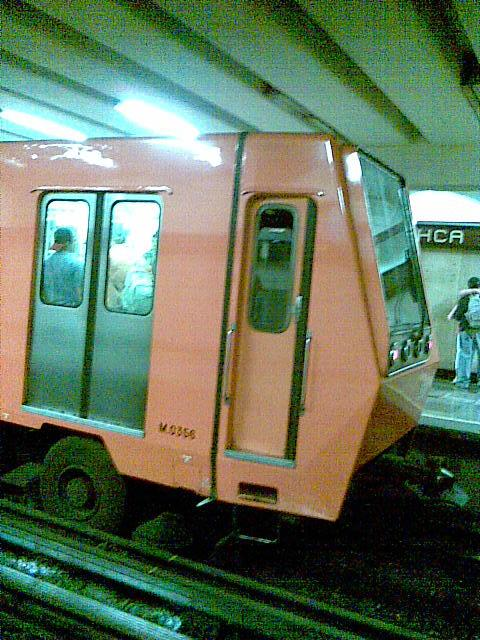
Tren NC-82 en estación Mixiuhca

- Flota total : 20 trenes
- Líneas de asignación :

| Línea | Construcción | Número de trenes | Configuración      | Comentarios                           |
| ----- | ------------ | ---------------- | ------------------ | ------------------------------------- |
|       | 1982-1987    | 20               | M+R+N+N+PR+N+N+R+M |                                       |
|       | 1982-1987    | 13               | M+R+N+N+PR+N+N+R+M | Dos ejemplares ya están dados de baja |

#### MP-82

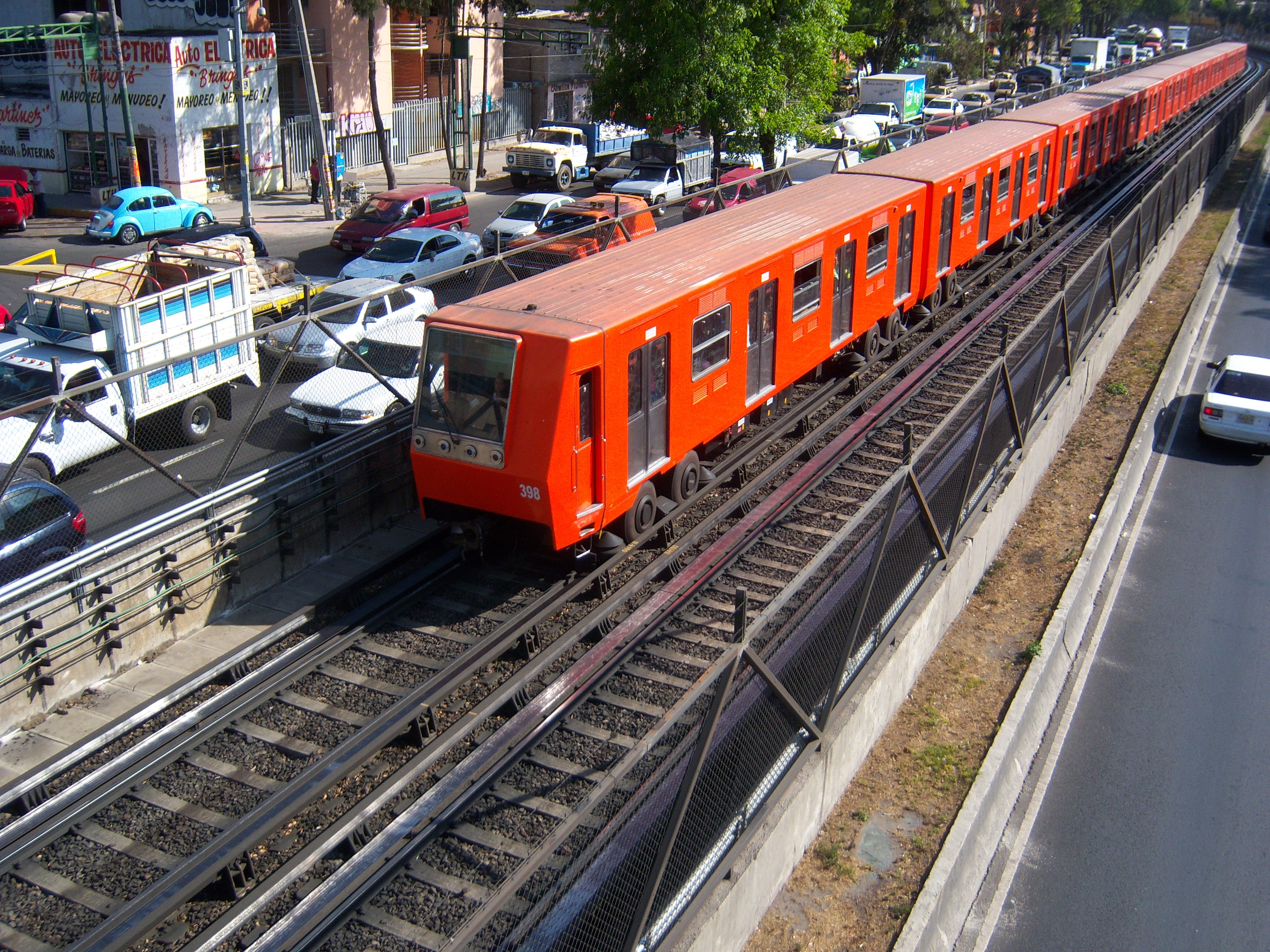
Tren MP-82 en el tramo superficial de la línea 8

- Flota total : 25 trenes
- Líneas de asignación :

| Línea | Construcción | Número de trenes | Configuración      | Comentarios |
| ----- | ------------ | ---------------- | ------------------ | ----------- |
|       | 1982-1985    | 25               | M+R+N+N+PR+N+N+R+M |             |

#### NM-83
- Flota total : 55 trenes
- Líneas de asignación :

| Línea | Construcción | Número de trenes | Configuración      | Comentarios |
| ----- | ------------ | ---------------- | ------------------ | --- |
|       | 1983-1990    | 13               | M+R+N+N+PR+N+N+R+M | Solo dos trenes de que ya son baja definitiva por el accidente entre las estaciones potrero y la raza en 2023         |
|       | 1983-1990    | 5                | M+R+N+N+PR+N+N+R+M | |
|       | 1983-1990    | 5                | M+R+N+N+PR+N+N+R+M | |

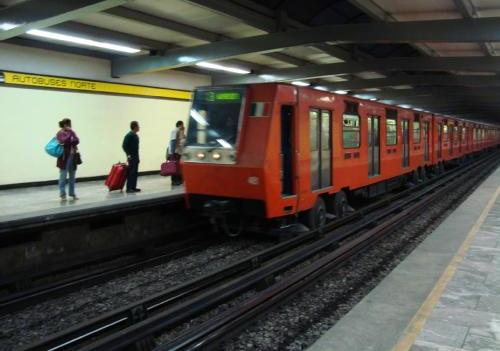
Tren NM-83 en estación Autobuses del Norte

|       | 1983-1990    | 25               | M+R+N+N+PR+N+N+R+M | Serie B: Transferido de la Línea 1 a la Línea 9 en 2013, 2019 y 2022 Serie A: Dando servicio en la línea 9 desde 2022 |

#### NE-92

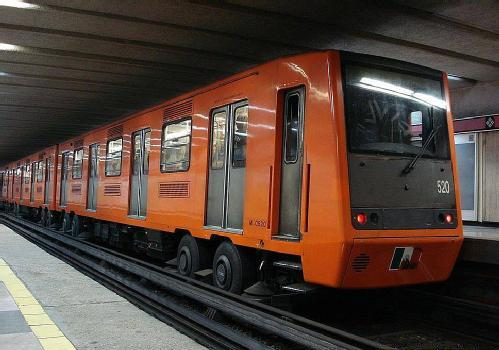
Tren NE-92 en estación Balbuena

- Flota total : 15 trenes
- Líneas de asignación :

| Línea | Construcción | Número de trenes | Configuración      | Comentarios |
| ----- | ------------ | ---------------- | ------------------ | ----------- |
|       | 1992-1994    | 15               | M+R+N+N+PR+N+N+R+M |             |

#### NM-02

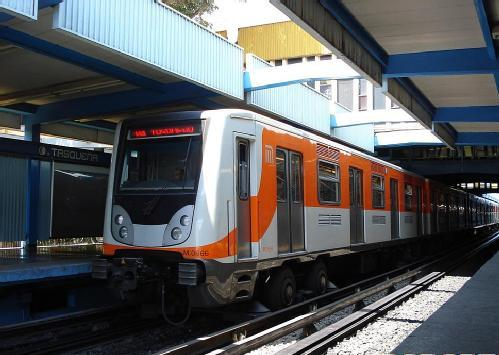
Tren NM-02 en estación Tasqueña

- Flota total : 45 trenes
- Líneas de asignación :

| Línea | Construcción | Número de trenes | Configuración      | Comentarios                         |
| ----- | ------------ | ---------------- | ------------------ | ----------------------------------- |
|       | 2002-2006    | 44               | M+R+N+N+PR+N+N+R+M |                                     |
|       | 2002-2006    | 17               | M+R+N+N+PR+N+N+R+M | Traslado de la Línea 7 a la línea 2 |

#### NM-16

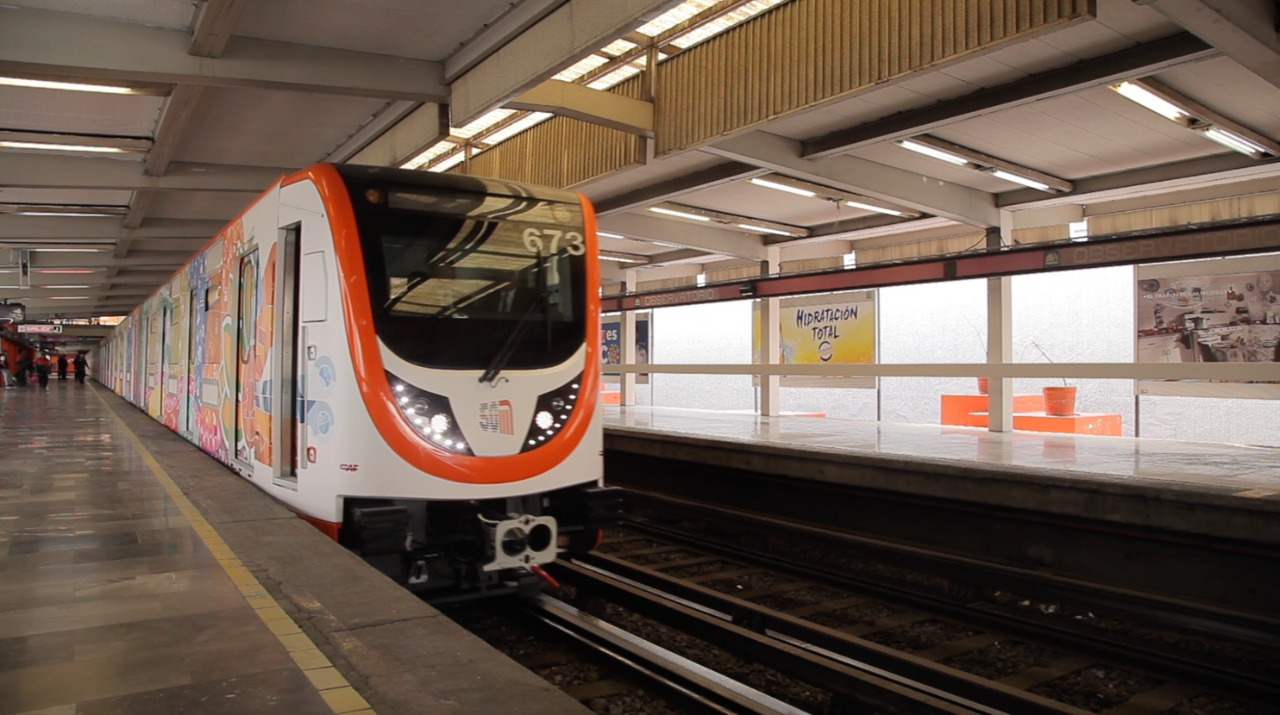
Tren NM-16 en la estación Observatorio

- Flota total' : 10 trenes
- Líneas de asignación :

| Línea | Construcción | Número de trenes | Configuración      | Comentarios |
| ----- | ------------ | ---------------- | ------------------ | ----------- |
|       | 2018-2020    | 10               | M+R+N+N+PR+N+N+R+M |             |

#### NM-22

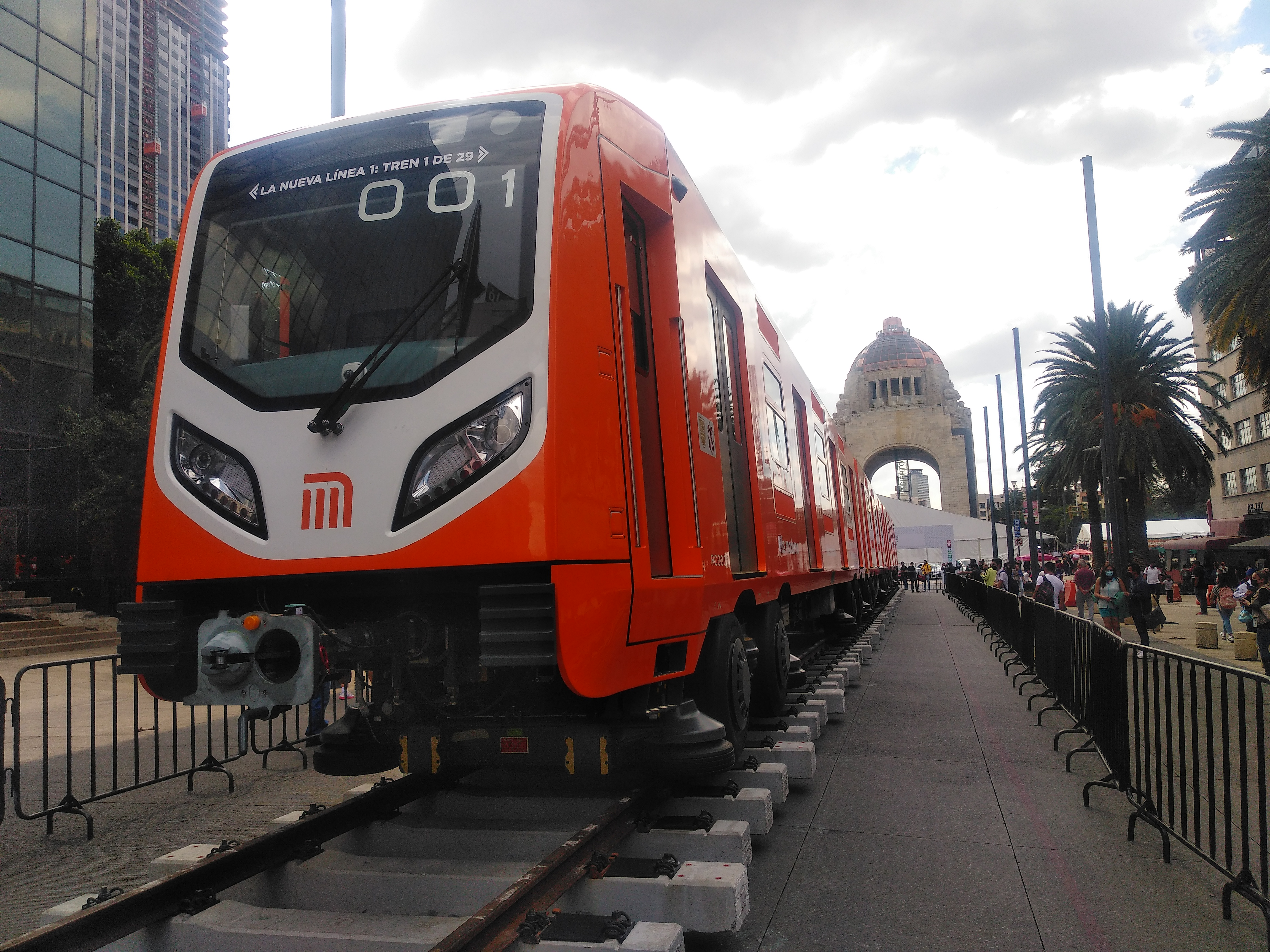
Tren NM-22 en exhibición en el Monumento a la Revolución

- Flota total' : 29 trenes
- Líneas de asignación :

| Línea | Construcción | Número de trenes | Configuración        | Comentarios |
| ----- | ------------ | ---------------- | -------------------- | --- |
|       | 2022-2024    | 29               | RC+N+N+N+PR+N+N+N+RC | Los Trenes todavía se encuentran en construcción, la unidad prototipo llegó a la Ciudad de México en septiembre de 2022 y se incorporó al servicio para los usuarios el 22 de marzo de 2024, asimismo se prevé el ensamblaje total de algunas unidades en China y otras más en la nueva fábrica de CRRC Zhuzhou Locomotive localizada en el Estado de Querétaro estas formaciones llegan por tandas a la capital hasta completar la flota de 29 para la progresiva reinauguración de la Línea 1 desde 2023. |

### Materiales de férreo

#### FM-86

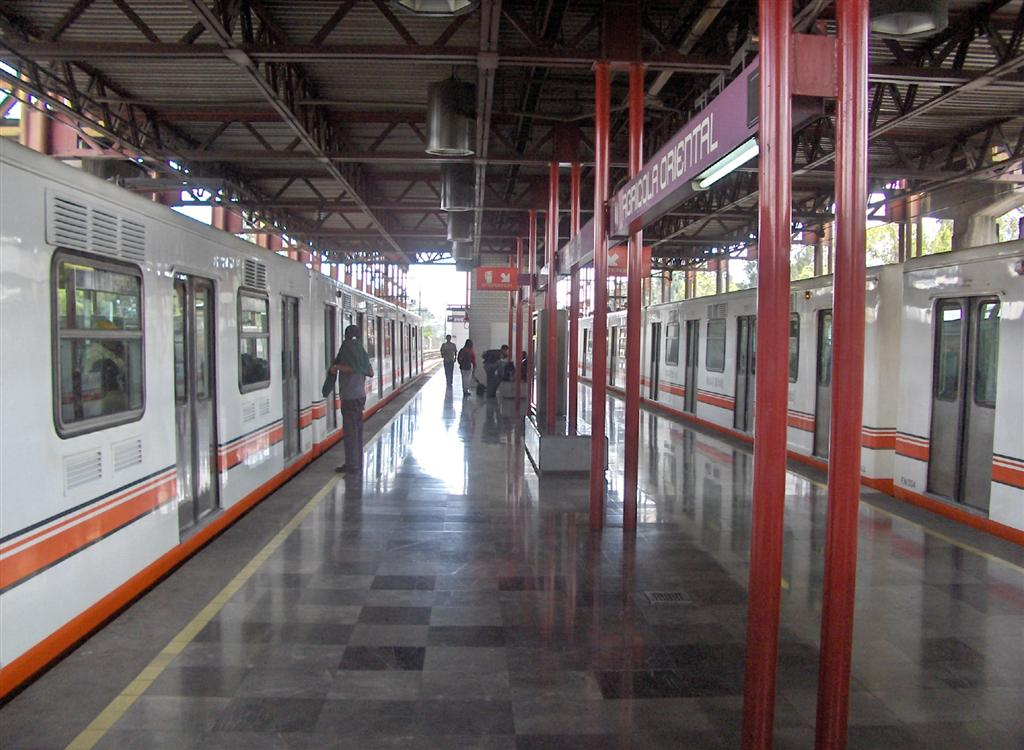
Par de trenes FM-86 en estación Agrícola Oriental

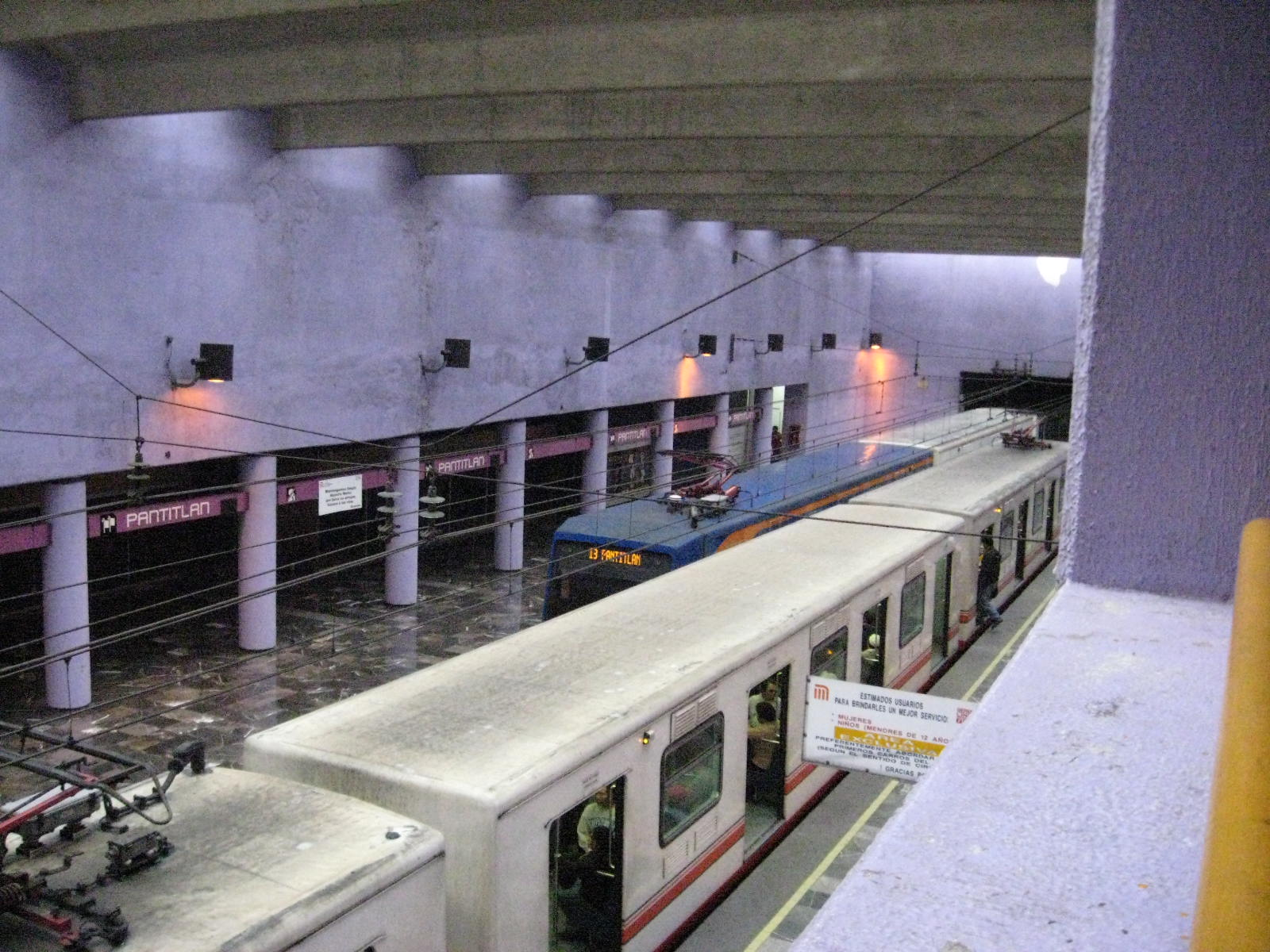
Motriz FM-0032 (FNm-1068) en andén en Pantitlán

- Flota total : 40 trenes (1991-2016) 19 trenes (2016-actualidad)
- Reformados : 2 trenes
- Líneas de asignación :

| Línea | Construcción | Número de trenes | Configuración                                                           | Comentarios |
| ----- | ------------ | ---------------- | ----------------------------------------------------------------------- | ----------- |
|       | 1986-1991    | 18               | seis coches FM+FR+FN+FN+FPR+FM Nueve coches FM+FR+FN+FN+FPR+FN+FN+FR+FM |             |

#### FM-95A

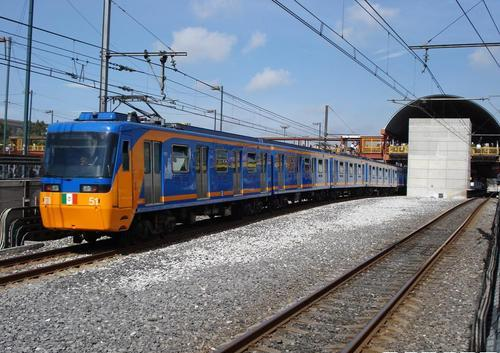
Tren FM-95A circulando en el tramo superficial de la Línea A del Metro de la Ciudad de México

- Flota total : 13 trenes
- Líneas de asignación :

| Línea | Construcción | Número de trenes | Configuración      | Comentarios |
| ----- | ------------ | ---------------- | ------------------ | --- |
|       | 1995-1998    | 13               | FM+FR+FN+FN+FPR+FM | align=left estos trenes ya no están en circulación por falta de material,costo de mantenimiento de los trenes y por los errores que tenía |

#### FE-07

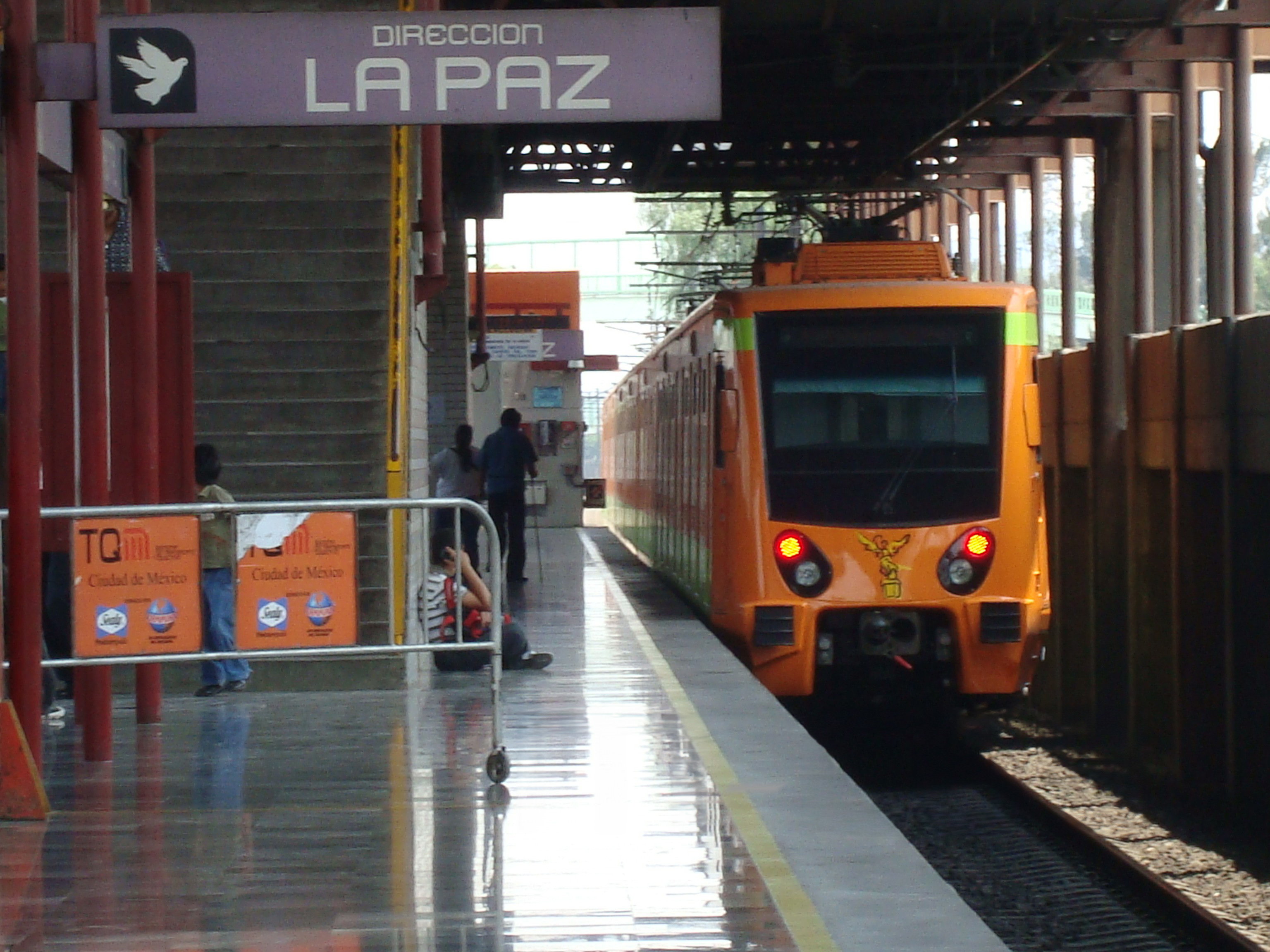
Tren FE-07 en estación Agrícola Oriental

- Flota total : 9 trenes
- Líneas de asignación :

| Línea | Construcción | Número de trenes | Configuración               | Comentarios |
| ----- | ------------ | ---------------- | --------------------------- | ----------- |
|       | 2007-2010    | 9                | FM+FR+FN+FN+FPR+FN+FN+FR+FM |             |

#### FE-10

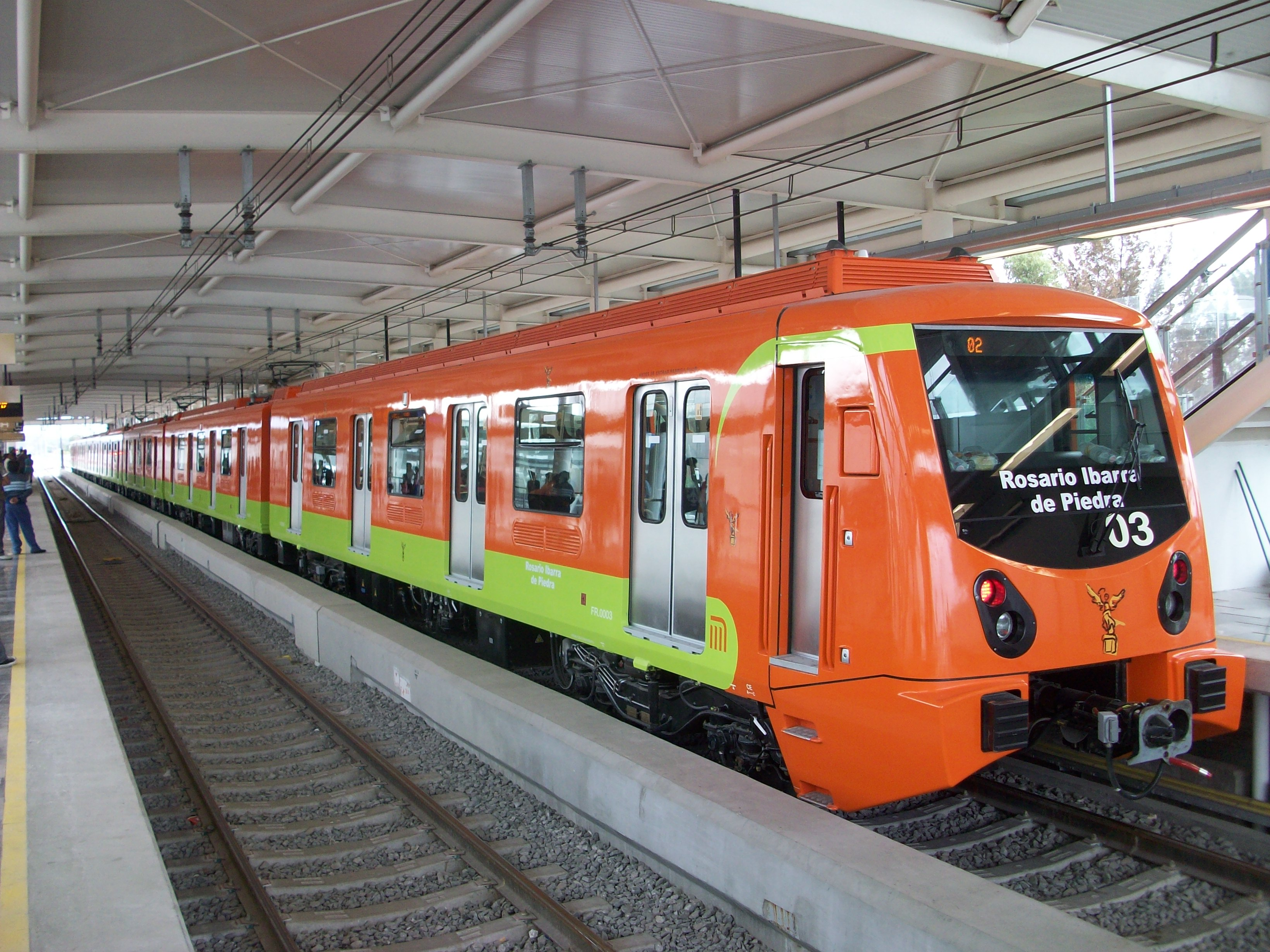
Tren FE-10 de la Línea 12 del Metro de la Ciudad de México

- Flota total : 30 trenes
- Líneas de asignación :

| Línea | Construcción | Número de trenes | Configuración               | Comentarios |
| ----- | ------------ | ---------------- | --------------------------- | ----------- |
|       | 2010-2012    | 30               | FR1+FN1+FN2+FN3+FN4+FN5+FR2 |             |

## Identificación de los elementos

### Principios
Cada componente de un tren se identifica por un prefijo a una o dos letras seguidas del número de identificación del vehículo (aunque sea la primera clase fue abolida en 2002, y antes de que los coches de la fecha conservar su identificación):
- M designa un coche motriz con cabina de conductor
- N designa un coche motriz sin cabina de conductor
- PR designa un coche remolque con equipo de pilotaje automático
- R designa un coche remolque
- RC designa un coche remolque cabina

### Composición de los trenes
La composición de los trenes en metro de neumáticos:
- MP-68 (M-R-N-N-PR-N-N-R-M), líneas 5 y B
- NM-73 series A y B (M-P-N-N-R-M) líneas 4 y 6
- NM-73 series A y B (M-R-N-N-PR-N-N-R-M), líneas 5, 6 y 7
- NM-79 (M-R-N-N-PR-N-N-R-M), líneas 3, 5, 7 y 8
- NC-82 (M-R-N-N-PR-N-N-R-M), líneas 6 𝙮 9
- MP-82 (M-R-N-N-PR-N-N-R-M), línea 8
- NM-83 (M-R-N-N-PR-N-N-R-M), líneas 3, 7 y 9
- NE-92 (M-R-N-N-PR-N-N-R-M), línea 1
- NM-02 (M-R-N-N-PR-N-N-R-M), líneas 2 y 7
- NM-16 (M-R-N-N-PR-N-N-R-M), línea 1
- NM-22 (RC-N-N-N-PR-N-N-N-RC), línea 1

La composición de los trenes en metro de férreos:
- FM-86 (FM-FR-FN-FN-FPR-FM) esta es la configuración con la que venían de fábrica desde 1991 hasta 2016, (FM-FR-FN-FN-FPR-FN-FN-FR-FM) configuración tras la conversión de 6 a 9 vagones, línea A
- FM-95A (FM-FR-FN-FN-FPR-FM), (FM-FR-FN-FN-FPR-FN-FN-FR-FM) esta configuración solo es aplicable a las motrices 53/54 y 57/58, línea A
- FE-07 (FM-FR-FN-FN-FPR-FN-FN-FR-FM), línea A
- FE-10 (FR1-FN1-FN2-FN3-FN4-FN5-FR2), línea 12